# Абу-Грейб (тюрьма)
Абу-Грейб (араб. أبو غريب‎) — тюрьма в одноимённом иракском городе, расположенном в 32 км к западу от Багдада. Печально известная ещё во времена бывшего иракского лидера Саддама Хусейна, тюрьма Абу-Грейб была превращена американцами после вторжения в Ирак в место содержания иракцев, обвинённых в совершении преступлений, направленных против сил западной коалиции.

## Во время правления Саддама Хусейна

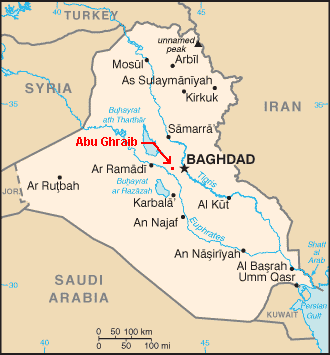
Месторасположение Абу-Грейб на карте Ирака

Во время правления Саддама Хусейна тюрьма Абу-Грейб находилась в подчинении Управления общей безопасности Амн аль-Амм. Только в 1984 году в тюрьме были казнены 4 тысячи заключённых. Глава организации специальной безопасности Саддам Камель часто лично принимал участие в пытках и казнях политических заключённых. В западных СМИ тюрьма часто упоминалась как «Центр пыток Саддама».
Блок тюрьмы, предназначенный для содержания политических заключённых, был разделён на «открытые» и «закрытые» крылья. В закрытое крыло помещали только шиитов. Им не разрешали никаких свиданий и контактов со внешним миром.
Во время Войны в Персидском заливе в Абу-Грейб содержались американские военнопленные.
По информации специального докладчика ООН по Ираку Макса ван дер Стула, в конце 1997 года в тюрьме Абу-Грейб в рамках «кампании по очищению тюрем» были проведены массовые казни политических заключённых, приговорённых к большим срокам лишения свободы. Согласно его данным, в ходе этой кампании в Абу-Грейбе и Радвании было казнено более 1500 человек.

## Под управлением сил коалиции
Перейдя под контроль сил коалиции, Абу-Грейб снова стала использоваться по назначению, получив название Багдадское центральное исправительное учреждение (англ. Baghdad Central Confinement Facility или Baghdad Central Correctional Facility).
До августа 2006 года Абу-Грейб использовалась совместно силами коалиции и Иракским правительством. Блок тюрьмы, находившийся под полным контролем Иракского правительства, носил название «The Hard Site». В нём отбывали наказание признанные виновными преступники.
Вся остальная территория тюрьмы находилась под контролем Вооружённых сил США, и использовалась в качестве передовой операционной базы и исправительного учреждения.
Для предварительного заключения использовался блок, построенный в 2004 году, и известный под названием «Camp Redemption».

## Переход под контроль иракского правительства
9 марта 2006 года американским командованием было решено закрыть тюрьму Абу-Грейб. В августе 2006 года все заключённые были переведены из Абу-Грейб в другие тюрьмы Ирака, а 2 сентября тюрьма перешла под контроль иракского правительства.
В 2013 г. на тюрьму напали повстанцы и освободили из неё несколько сотен заключённых. В апреле 2014 г. министерство юстиции Ирака сообщило о закрытии тюрьмы из опасений, что её захватят повстанцы. Заключённые были переведены в тюрьмы в более безопасных местах.

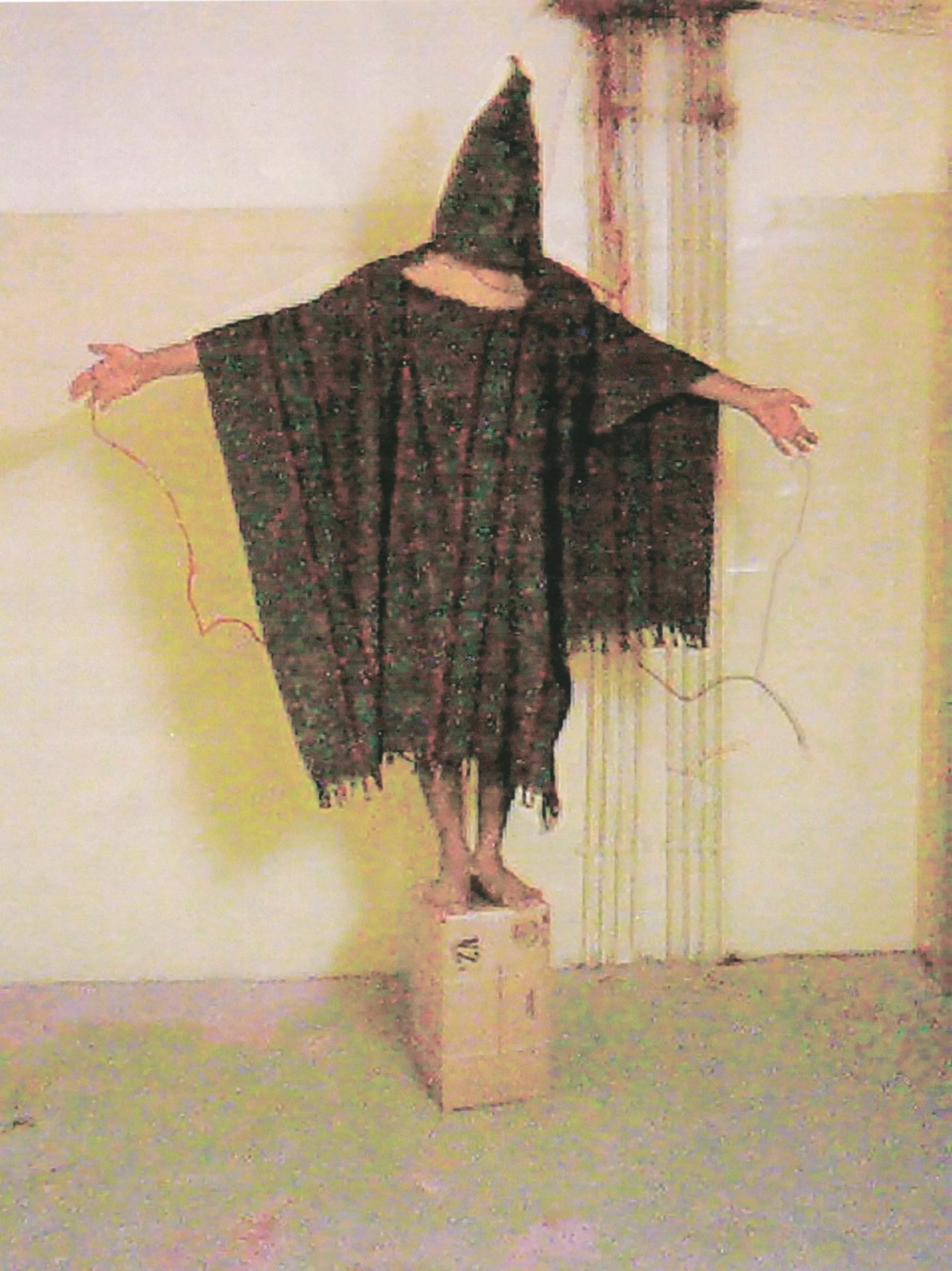
Одна из множества фотографий, свидетельствующих об издевательствах военнослужащих армии США над заключёнными.

## Пытки заключённых в тюрьме Абу-Грейб
В конце апреля 2004 года на канале CBS в программе 60 Minutes II был показан сюжет о пытках и издевательствах над заключёнными тюрьмы Абу-Грейб группой американских солдат. В сюжете были показаны фотографии, которые несколько дней спустя были опубликованы в журнале «The New Yorker». Это стало самым громким скандалом вокруг присутствия американцев в Ираке.
В начале мая 2004 года руководство Вооружённых сил США признало, что некоторые из методов пыток не соответствуют Третьей Женевской конвенции об обращении с военнопленными и объявило о готовности публично извиниться.
Согласно показаниям ряда заключённых, американские солдаты насиловали их, ездили на них верхом, заставляли вылавливать еду из тюремных туалетов. В частности, заключённые рассказали: «Они заставляли нас ходить на четвереньках, как собаки, и тявкать. Мы должны были гавкать, как собаки, а если ты не гавкал, то тебя били по лицу без всякой жалости. После этого они нас бросали в камерах, забирали матрасы, разливали на полу воду и заставляли спать в этой жиже, не снимая капюшонов с головы. И постоянно всё это фотографировали», «Один американец сказал, что изнасилует меня. Он нарисовал женщину у меня на спине и заставил встать меня в постыдную позицию, держать в руках собственную мошонку».
12 военнослужащих Вооружённых сил США были признаны виновными по обвинениям, связанным с инцидентами в тюрьме Абу-Грейб. Они получили различные сроки тюремного заключения.
Вины в произошедшем высокопоставленных сотрудников Пентагона следствием установлено не было.
Фотографии пыток на американских военных базах в Афганистане и Ираке были запрещены к публикации Правительством США, на основании поправки к Закону о свободе информации, которая запрещает публикацию, если это может поставить под угрозу чью-либо жизнь или безопасность (безопасность американских солдат в Афганистане и Ираке). Американский союз за гражданские свободы (American Civil Liberties Union) потребовал публикации через суд, так как эти фотографии доказывают, по мнению Союза, что заключённых пытали не только в иракской тюрьме «Абу-Грейб».
В 2006 году судья Элвин Геллерштейн (Alvin Hellerstein) обязал Правительство США обнародовать фотографии. В 2008 году Апелляционный суд второго округа США подтвердил законность решения судьи.